# Anthonis van Dyck
Sir Anthonis van Dyck (Antoon van Dijck, angl. Anthony van Dyck), flamski slikar, * 22. marec 1599, Antwerpen, Belgija, † 9. december 1641, London, Anglija.
Bil je flamski baročni umetnik, ki je postal vodilni dvorni slikar v Angliji, in užival velik uspeh v Italiji in v Flandriji. Bil je najbolj znan po svojih portretih Karla I. in njegove družine in dvora, naslikanih s sproščeno eleganco, kar je bil prevladujoč vpliv na angleško portretno slikarstvo naslednjih 150 let. Slikal je tudi svetopisemske in mitološke teme, bil izjemen kot risar, in bil pomemben inovator v akvarelu in jedkanju (grafična tehnika, pri kateri jedkanje bakrene ali cinkove plošče omogoča črtno risbo).

## Življenje in delo

### Šolanje
Antoon van Dyck (njegovo flamsko ime) se je rodil uspešnim staršem v Antwerpnu. Njegov talent je bil očiten že zelo zgodaj, zato je študiral slikarstvo z Hendrickom van Balenom v letu 1609 in postala neodvisen slikar okoli leta 1615 s ustanovitvijo delavnice s svojim mlajšim prijateljem Janom Brueghelom mlajšim. S petnajstimi leti je bil že zelo priznan umetnik, kot kaže njegov Avtoportret iz leta 1613-14. Bil je sprejet v slikarski ceh svetega Luke v Antwerpnu kot mojster v februarju 1618. V nekaj letih je postal glavni pomočnik dominantnega mojstra Antwerpna in celotne Severne Evrope, Petra Paula Rubensa, ki je v svoji veliki delavnici izučil precej uporabnih umetnikov - podizvajalcev. Njegov vpliv na mladega umetnika je bil velik; Rubens je rekel, da je bil devetnajstletni van Dyck »eden najboljših mojih učencev«. Začetki in natančna narava njunega odnosa so nejasni; špekulira se, da je bil van Dyck Rubensov učenec od okoli 1613, saj njegovo zgodnje delo kaže le malo sledi sloga van Balena, vendar ni jasnih dokazov za to. Hkrati dominantni Rubens v majhnem in nazadujočem mestu Antwerpen verjetno pojasnjuje, zakaj je, kljub njegovim rednim vračanjem v mesto, van Dyck preživel večino svoje kariere v tujini. Leta 1620, v Rubensovem glavnem naročilu za strop Carolus Borromeuskerk, jezuitski cerkvi v Antwerpnu (izgubljena v požaru leta 1718), je van Dyck kot eden od učencev, izdelal slike po Rubensovem modelu.

### Italija
Leta 1620, na pobudo Georga Villiersa, markiza Buckinghamskega, van Dyck odide prvič v Anglijo, kjer je delal za kralja Jakoba I., in prejel 100 £. Bil je v Londonu v zbirki grofa Arundela, ko je prvič videl delo Tiziana, katerega uporaba barve in subtilno modeliranje se je izkazalo za preoblikovalno, in mu ponudilo nov slogovni jezik, ki bi obogatil spoznanja glede kompozicije, ki se jo je naučili od Rubensa.
Po približno štirih mesecih se je vrnil v Flandrijo, vendar se je konec leta 1621 preselil v Italijo, kjer je ostal 6 let, študiral italijanske mojstre in začenjal svojo kariero kot uspešen portretist. Sebe je predstavljal kot pomembno figuro, zoprno bohemskim umetnikom severne kolonije v Rimu, je rekel Bellori, ... njegovo ravnanje je bilo, kot da je plemič namesto navadna oseba, pojavljal se je s »pompom Zeuksida in sijal v bogatih oblačil, saj je bil vajen v plemiškega kroga okoli Rubensa, in pa seveda vzvišenih mislih, nosil je tudi svilen klobuk s perjem in broško, zlato verižico čez prsi in v družbi s služabniki.«
V glavnem je deloval v Genovi, čeprav je veliko potoval tudi po drugih mestih in ostal nekaj časa v Palermu na Siciliji. Za genovsko aristokracijo je razvil celopostaven portretni slog in v obdobju v Genovi slikal na Veronesejev in Tizianov, kot tudi Rubensov način, kjer izredno visoke, vendar elegantne figure gledajo na gledalca z velike višine. Leta 1627 se je vrnil v Antwerpen, kjer je ostal pet let, slikal bolj prijazne portretov, na katerih so njegovi flamski pokrovitelji videti tako elegantni kot je le mogoče. Skupinski portreti v naravni velikosti štiriindvajset mestnih svetnikov Bruslja je naslikal za svetniško dvorano. Bila je uničena leta 1695. Bil je očitno zelo očarljiv so pokroviteljev in imel, tako kot Rubens, možnost, da pridobi v plemiških in dvornih krogih naročila. Leta 1630 je bil opisan kot dvorni slikar habsburškega guvernerja Flandrije, nadvojvodinje Isabelle. V tem obdobju je naredil tudi številna verska dela, vključno velike slike in začel z grafiko.

### London
Kralj Karel I. je bil najbolj strasten in velikodušen zbiratelj umetnosti med britanskimi monarhi in je videl umetnost kot način za spodbujanje svojega veličastnega pogleda na monarhijo. Leta 1628 je kupil čudovito zbirko, ki so jo prodali Gonzage iz Mantove in si prizadeval od svojega kronanja leta 1625 privabiti tuje slikarje v Anglijo. Leta 1626 mu je uspelo prepričati Orazio Gentileschija, kasneje se mu je pridružila še hči Artemisia in nekaj njegovih sinov. Rubens je bil poseben cilj, ki je na koncu leta 1630 prišel na diplomatsko misijo, ki je obsegala slikarstvo, in kasneje prinesel več slik iz Antwerpna. V njegovem devetmesečnem obisku je bil zelo dobro preskrbljen, tudi povzdignjen v viteza. Karlov dvorni portretist, Daniël Mijtens, je bil ob tem le ubogi Nizozemec. Karel je bil zelo majhen (manj kot 1,5 m visok) in predstavljal izziv za portretista.
Van Dyck je ostal v stiku z angleškim dvorom in je pomagal Karlovim agentom iskati slike. Poslal je tudi nazaj nekaj svojih del, med drugim portret sebe z Endymionom Porterjem (1623), enim od Karlovih agentov, v mitologiji (Rinaldo in Armida, 1629, sedaj v Baltimore Museum of Art) in versko delo za kraljico. Naslikal je tudi Karlovo sestro, češko kraljico Elizabeto Stuart v Haagu leta 1632. Aprila istega leta se je van Dyck vrnil v London in bil takoj sprejet pod okrilje dvora, v juliju sprejet v viteški red in hkrati dobil pokojnino 200 £ na leto, pri dodeljevanju katerega je bil opisan kot principalle Paynter in ordinary to their majesties (glavni kraljev slikar). Bil je dobro plačan slikar vsaj v teoriji, saj kralj Karel dejansko ni plačal več kot pokojnino za obdobje petih let, in znižali cene več slikam. Imel je hišo ob reki v Blackfriars, tik zunaj mestnega središča in s tem preprečil monopol cehovskih mojstrov. Zbirka sob v palači Eltham, ki jih kraljeva družina ni več uporabljala, je bila predvidena tudi kot podeželski umik. Njegov studio v Blackfriarsu sta pogosto obiskala kralj in kraljica (kasneje je bil zgrajen poseben pločnik za lažji dostop), kar je komaj veljalo za druge slikarje, medtem ko je živel van Dyck.
V Angliji je takoj uspel, hitro naslikal veliko število portretov kralja in kraljice Henriete Marije, kot tudi njune otroke. Številni portreti so bili narejeni v več različicah, ki jih je pošiljal kot diplomatska darila ali dajal svojim podpornikom. Ocenjeno je bilo, da je van Dyck naslikal štirideset portretov samega Karla, kot tudi okoli trideset kraljice, devet grofa Strafforda in več drugih dvorjanov. Naslikal je veliko dvora in tudi sebe in njegove ljubice, Margaret Lemon.
V Angliji je razvil različico svojega sloga, ki je bila kombinacija sproščene elegance in lahkotne nevpadljive avtoritete do njegovih predmetov, ki naj bi prevladoval v angleškem portretnem slikarstvu do konca 18. stoletja. Mnogi od teh portretov imajo bogato krajinsko ozadje. Njegovi portreti Karla na konju je posodobljena veličina Tizianovega, danes Lambrechta Sustrisa portret cesarja Karla V., a bolj učinkovit in izviren je njegov portret Karla odstopljena Louvru: »Karel ima povsem naraven videz nagonske suverenosti, v namerno neformalnem okolju, kjer pohajkuje tako malomarno, da se zdi na prvi pogled običajen gospod in ne angleški kralj«. Čeprav so njegovi portreti ustvarili klasično idejo Cavalier sloga in obleke, je v resnici večina njegovih najpomembnejših pokroviteljev iz plemstva, kot so lord Wharton in grofje Bedford, Northumberland in Pembroke, parlamentarci v angleški državljanski vojni, ki je izbruhnila kmalu po njegovi smrti.
Kralj v Svetu leta 1638 podeli Van Dycku patentno pismo denizenship. Poroči se z Marijo, hčerko Patricka Ruthvena, ki je sebe, čeprav mu je bil naslov odvzet, imenoval lord Ruthven. Med letoma 1639-40 je bila dvorna dama pri kraljici; to je morda sprožil kralj v poskusu, da bi ga obdržali v Angliji. Večino leta 1634 je preživel v Antwerpnu, se naslednje leto vrnil in  1640-41, kot je grozila državljanska vojna, več mesecev preživel v Flandriji in Franciji. Leta 1640 je spremljal princa Janeza Kazimirja Poljskega, ko je bil osvobojen iz francoskega zapora. Spet jo je zapustil poleti leta 1641, vendar je v Parizu hudo zbolel, se v naglici vrnil v London, kjer je kmalu umrl v svoji hiši v Blackfriarsu. Njegova vdova se je pozneje poročila s sirom Richardom Pryse, 1. baronetom Gogerddanskim. Van Dyck je zapustil hčerko s svojo ženo in ljubico, prvo staro le deset dni. Obe sta bili preskrbljeni in obe na koncu živeli v Flandriji.
Pokopali so ga v stari stolnici svetega Pavla v Londonu, kjer je kralj postavil spomenik v njegov spomin.
Leta 1666 je veliki londonski požar uničil staro stolnico in z njo van Dyckov grob. Njegovo ime je navedeno na moderni spominski plošči v kripti, ki našteva pomembne grobove izgubljene v požaru.

## Portreti in druga dela
Z delno izjemo Holbeina, sta bila van Dyck in njegov sodobnik Diego Velázquez prva slikarja in vrhunska talenta za delo, predvsem dvornih portretov. Nekoliko mlajši Rembrandt je prav tako deloval predvsem kot portretist. V sodobni teoriji hierarhije žanrov je portretno slikarstvo precej pod zgodovinskim slikarstvom (ki zajema tudi verske prizore), in za večino velikih slikarjev portretov so bili ti relativno majhen del njihove proizvodnje, glede na čas, porabljen zanje. Rubens na primer, je večinoma slikal portrete le za njegov bližnji krog, toda čeprav je delal za večino evropskih dvorov, se je izogibal izključno navezati na katerega  od njih.
Različni dejavniki so povzročili, da je bilo povpraševanja po portretih v 17. stoletju močnejše kot po drugih vrstah del. Van Dyck je poskušal prepričati Karla da mu naroči vrsto obsežnih del o zgodovini Reda hlačne podveze za banketno dvorano Whitehalla, za katero je Rubens prej naredil velike stropne poslikave (pošiljal jih je iz Antwerpna).
Ostaja skica za eno steno, ampak leta 1638 je Karlu preveč primanjkovalo denarja za nadaljevanje. Tega problema Velázquez sicer ni imel, a van Dyckovo vsakdanje življenje ni bilo obremenjeno z nepomembnimi dvornimi nalogami, kot je bilo Velázquezovo. Na svojih obiskih v Parizu, v svojih zadnjih letih je van Dyck brez uspeha poskušal pridobiti naročilo za poslikavo Grande Gallerie v Louvru.
Seznam zgodovinskih slik, ki jih je van Dyck izdelal v Angliji je ohranjen na podlagi informacij sira Kenelma Digbyja; nobena od njih se zdi ni ohranjena, čeprav Eros in Psihe ni bila narejena za kralja. Številna druga dela, tako verska kot mitološka, niso ohranjena. Zgodnejše ohranjene so tiste v slogu Rubensa, čeprav so nekatera posamezna siciljanska dela zanimiv.
Van Dyckovi portreti so zagotovo bolj čaščeni kot Velázquezovi; ko je Sofija, kasnejša volilna kneginja Hannovra, leta 1641 prvič srečala kraljico Henrieto Marijo v izgnanstvu na Nizozemskem, je zapisala: »lepi portreti Van Dycka so mi pokazali tako fino idejo lepote vseh angleških dam, da sem bila presenečena, da so našli kraljico, ki je videti tako lepa na sliki, saj je bila majhna ženska dvignjena na stolu, z dolgimi tankimi rokami in zobmi, ki so kot obrambni del štrleli iz ust ...«
Nekateri kritiki so krivi za van Dyckovo preusmerjanje tradicije slikarjev angleškega portreta, kot so William Dobson, Robert Walker in Isaac Fuller v to, kar je prav gotovo postala elegantna plehkost v rokah veliko van Dyckovih naslednikov, kot sta Lely ali Kneller. Konvencionalni pogled je bil bolj naklonjen: »Ko je van Dyck prišel sem, je prinesel slikanje obrazov k nam; v tem času ...«. Anglija je prevladovala v tej veliki veji umetnosti (Jonathan Richardson: An Essay on the Theory of Painting, 1715, 41). Thomas Gainsborough je rekel na smrtni postelji »Mi vsi bomo v nebesih in Van Dyck bo družba.«
Dokaj majhno število krajin v perorisbi in akvarelu narejenih v Angliji je igralo pomembno vlogo pri predstavljanju flamskega akvarela krajine v angleški tradiciji. Nekatere so študije, ki so se ponovno pojavile v ozadju slik, mnoge pa so podpisane in datirane in so verjetno štele za končna dela namenjena za darilo. Med najbolj podrobnimi je Rye, pristanišče za ladje na celino, kar pomeni, da jih je van Dyck naredil mimogrede, medtem ko je čakal na veter ali izboljšanje plime.

## Grafika
Verjetno je med obdobjem v Antwerpnu, po vrnitvi iz Italije, je van Dyck začel svojo Iconography, na koncu zelo veliko serijo grafik s pol dolgih portretov uglednih sodobnikov. Van Dyck je delal risbe in osemnajst od portretov sam jedkal z veliko natančnostjo glave in glavnih obrisov, za delo graverja: »Portretno jedkanje je komaj obstajalo pred tem in pri svojem delu se nenadoma pojavi na najvišji stopnji doslej doseženi v stroki«.
Za večino serije je pustil celotno grafično delo strokovnjakom, ki so večinoma gravirali vse po njegovih risbah. Njegove jedkane plošče so bile objavljene na trgu šele po njegovi smrti, zgodnje so zelo redke. Večina njegovih plošč je bila natisnjena že po njegovem delu; nekatere obstajajo v raznih državah, potem ko so bile gravirane, včasih so zakrile njegovo jedkanje. Nadaljeval je na seriji vsaj do odhoda v Anglijo in verjetno dodal Inigo Jonesa, medtem ko je bil v Londonu.
Serija je bila zelo uspešna, vendar je bila njegovo edino delo v grafiki; portreti so bili verjetno bolje plačani, povpraševanje po njih pa veliko. Ob njegovi smrti je bilo osemdeset plošč od drugih, od tega dvainpetdeset umetnikov, osemnajst pa osebnih. Plošče je kupil izdajatelj;  plošče so redno predelali, kot so jih izdajali in še stoletja tiskali, dodali serije, da je konec 18. stoletja dosegla več kot dvesto portretov. Leta 1851 je plošče kupil Calcographie du Louvre.
Iconography je bil zelo vplivna kot komercialni model za reproduktivno grafiko; zdaj pozabljena serija portretov je bila zelo priljubljena vse do prihoda fotografije: »pomen te serije je bil velik in je zagotavljal repertoar podob, ki so ga plenili portretni slikarji po vsej Evropi v naslednjih nekaj stoletjih«. Van Dyckov briljantni slog jedkanja, odvisen od odprtih linij in pik, je v očitnem nasprotju s tistim drugega velikega portretista grafik v tistem obdobju, Rembrandta, ki je imel malo vpliva vse do 19. stoletja, ko je imel velik vpliv na umetnike kot je Whistler v zadnji večji fazi portretnega jedkanja. Hyatt Mayor je zapisal:
Jedkanico je preučeval Van Dyck odtlej, ko je lahko upal približati svojo briljantno neposrednost, saj nihče ne more upati, da se bo približal kompleksnosti Rembrandtovih portretov«.

## Studio
Njegov velik uspeh je prisilil van Dycka k vzdrževanju velike delavnice v Londonu, studio, ki je postal »praktično proizvodna linija za portrete«. Po obisku njegovega ateljeja je ostala le risba na papirju, ki je bila nato prenesena na platno, ki ga je naslika pomočnik; sam je naslikal glave. Oblačila so ostala v studiu in bila pogosto poslana k specialistu. V svojih zadnjih letih je ta studio deloval na upadu kakovosti dela. Poleg tega se veliko kopij ni dotaknil, kar je skoraj tako, kot da so bile proizvedene v delavnici, ali tudi pri poklicnih kopistih in kasnejših slikarjih; število slik, ki mu jih pripisujejo v 19. stoletju je postalo veliko, podobno kot pri Rembrandtu, Tizianu in drugih. Večina njegovih pomočnikov in kopistov se ni mogla približati izpopolnitvi njegovega načina. V primerjavi z mnogimi mojstri, med umetnostnimi zgodovinarji velja, da mu je pripisovanje relativno enostavno doseči in muzej so zdaj večinoma že posodobljeni (v podeželskih dvorcih je lahko to bolj dvomljivo). Razmeroma malo imen je njegovih pomočnikov, ki so znani in so nizozemski in flamski; verjetno je raje uporabljal usposobljene Flamce, saj enakovredni angleški še niso obstajali. Adriaen Hanneman (1604-1671) se je vrnil v rodni Haag leta 1638 in postal tam vodilni portretist.

## Vplivi na druge umetnosti
- Van Dyck je naslikal številne portrete ljudi, zlasti Karla I. in sebe, s kratko poudarjeno brado takrat v modi; zato se je ta posebna vrsta brade mnogo pozneje (verjetno prvič v Ameriki v 19. stoletju), imenovala vandyke ali van dyke beard (angleška različica).
- V času vladavine Jurij III., generično "Cavalier", je bila priljubljena in želena obleka imenovana Van Dyke; Gainsboroughov Blue Boy je nosil obleko Van Dyke.
- Pigmentna oljna barva van Dyck rjava se imenuje po njem, tudi Van dyke brown je zgodnji fotografski tisk, ki je uporabil isto barvo.

## Zbirke
Britanska Royal Collection, ki še vedno vsebuje veliko njegovih slik kraljeve družine in drugih ima skupaj 26 slik. Narodna galerija v Londonu (štirinajst del), muzej Prado (Španija) (petindvajset del), Louvre v Parizu (osemnajst del), Stara pinakoteka, München, National Gallery of Art v Washingtonu in Frick Collection imajo primere njegovih portretnih slogov. Wilton House ima še vedno dela, ko je delal za enega od svojih glavnih pokroviteljev, grofa Pembroka, vključno z njegovim največjim delom, velik družinski skupinski portret z desetimi glavnimi figurami.
Tate Britain je imela leta 2009 razstavo Van Dyck v Britaniji.

## Galerija
- Dedal in Ikar c. 1615 - 1625
- Kristus kronan s trnjem (c. 1620) v Pradu
- Avtoportret, c. 1621 Alte Pinakothek
- Elena Grimaldi, Genova 1623
- Nicholas Lanier, 1628
- Videnje blaženega Hermana Jožefa c. 1629 - 1630
- Počitek na begu v Egipt (okoli 1630) Alte Pinakothek
- Marie-Louise de Tassis, Antwerpen 1630
- Kraljica Henrieta Marija Francoska, London 1632
- Karel I. z M. de St Antoine (1633)
- Katarina, grofica Chesterfieldska in Lucy, grofica Huntingdon, c. 1636 - 40, olje na platno, Detroit Institute of Arts
- James Stuart, vojvoda Richmondski, c. 1637
- Konjeniški portret Karla I., c.1637-8
- Kupid in Psihe , 1638
- Portret Mary Hill, Lady Killigrew,
- George Digby, 2. grof Bristolski, ca. 1638–9
- Avtoportret pri Rubenshuisu v Antwerpnu